# Inuvik (Mike Zubko) Airport
Inuvik (Mike Zubko) Airport är en flygplats i Kanada.   Den ligger i territoriet Northwest Territories, i den nordvästra delen av landet, 4 100 km nordväst om huvudstaden Ottawa. Inuvik ligger 68 meter över havet.